# Maladera xingkeyangi
Maladera xingkeyangi (лат.) — вид пластинчатоусых жуков рода Maladera из подсемейства хрущей (Scarabaeidae).

## Распространение
Китай.

## Описание
Пластинчатоусые жуки среднего размера. Тело продолговато-овальное, красно-коричневое, усики желтоватые, лабоклипеус блестящий, остальная часть дорсальной поверхности тусклая, голая, за исключением нескольких длинных щетинок на голове, переднеспинке и надкрыльях. Длина тела: 8,7 мм, длина надкрылий: 6,6 мм, ширина: 4,9 мм. Усики 10-члениковые, булава самцов 3-члениковая. Личинки, предположительно, как и у близких видов, живут в почве, питаются корнями растений.

## Систематика и этимология
Вид был впервые описан в 2021 году по материалам из Китая. Наиболее близок к виду Maladera shenglongi, от которого отличается строением гениталий. Название нового вида дано в честь профессора Xingke Yang (Пекин).